# Třída LST(3)
Třída LST(3) byla třída tankových výsadkových lodí britského královského námořnictva z éry druhé světové války. Celkem bylo postaveno 61 výsadkových lodí této třídy. Ve službě byly od roku 1945. Zahraničními uživateleli třídy se později stala Austrálie, Indie, Nizozemsko a Řecko.

## Stavba

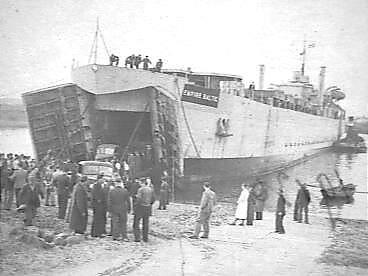
HMS LST-3519

Velká Británie vyvinula za druhé světové války koncept tankových výsadkových lodí a ověřila jej přestavěných tankerech třídy Maracaibo a malé sérii třídy Boxer (LST(1), či LST Mk.1). Velkosériová produkce byla následně přenesena do amerických loděnic, které postavily více než 1000 tankových výsadkových lodí tříd LST-1, LST-491 a LST-542, které byly souhrnně označeny LST(2), či LST Mk.2. Tohoto typu specializovaných výsadkových lodí byl přesto stálý nedostatek, a proto Britové objednaly stavbu série tankových výsadkových lodí LST(3) v britských a kanadských loděnicích. Objednáno bylo 82 jednotek této třídy. Jejich stavba byla zahájena v letech 1944–1945. Dokončeno bylo celkem 61 jednotek této třídy. Do služby byly přijaty roku 1945. Dalších šest jednotek bylo dokončeno v podobě obchodních lodí a stavba 15 kusů byla zrušena (z toho čtyři před zaožením kýlu).

## Konstrukce

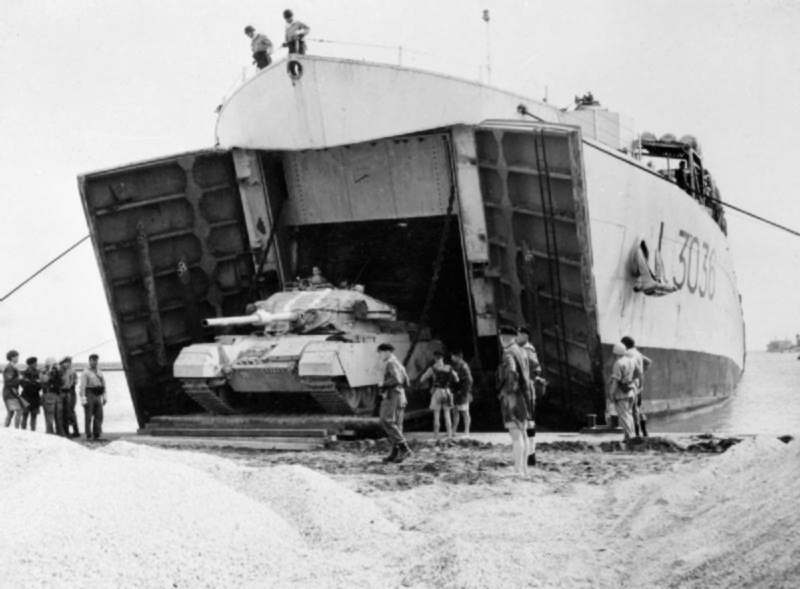
Tank Centurion opouští plavidlo HMS Puncher (L3036)

Výsadek plavidlo opouštěl pomocí příďové rampy. Přepravováno bylo až dvacet 25tunových tanků a 170 vojáků. Výzbroj tvořily čtyři 40mm kanóny a šest 20mm kanónů. Pohonný systém tvořily tři kotle a dva parní stroje o výkonu 5500 hp, pohánějící dva lodní šrouby. Nejvyšší rychlost dosahovala 13,5 uzlu. Dosah byl 8000 námořních mil při rychlosti 11 uzlů.

## Zahraniční uživatelé
- Austrálie – Australské královské námořnictvo roku 1946 získalo šest jednotek této třídy (LST-3008, LST-3014, LST-3017, LST-3022, LST-3035 a LST-3501). Vyřazeny byly do roku 1955.[2]

- Indie – Indické námořnictvo roku 1949 získalo plavidlo Magar (L11, ex LST-3011, Avenger). Vyřazeno 1988.[3]

- Nizozemsko – Nizozemské námořnictvo v letech 1945-1947 provozovalo výsadkovou loď LST-3010.

- Řecko – Řecké námořnictvo roku 1947 získalo šest výsadkových lodí této třídy, pojmenovaných Aliakmon (ex LST-3001), Axios (ex LST-3007), Alfeios (ex LST-3020), Strymon (ex LST-3502), Achelaos (ex LST-3503), Pyneos (ex LST-3506). Vyřazeny byly do roku 1968.[4]